# Tisztás

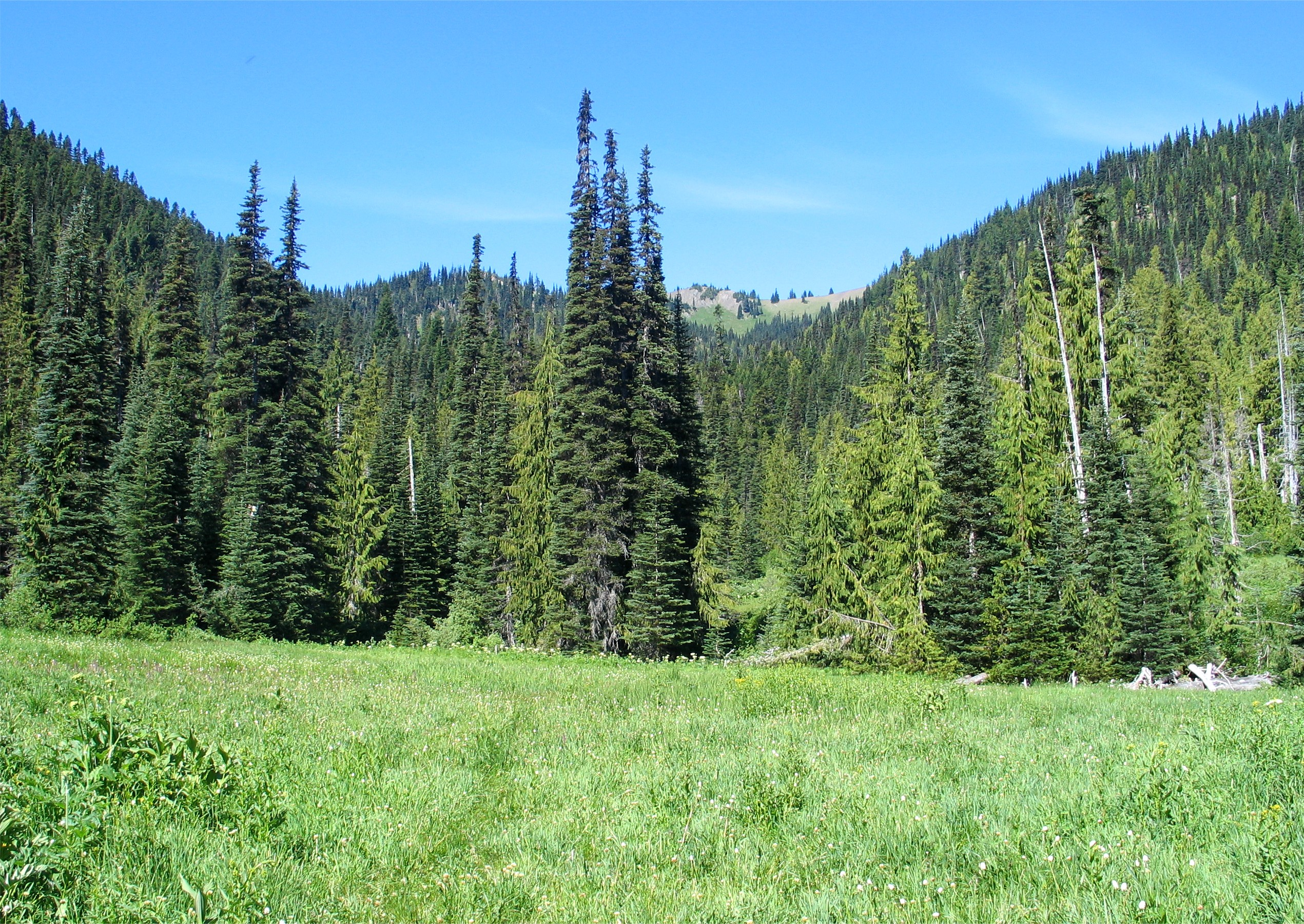
Tisztás

A tisztás egy fás területnek (erdőnek) olyan része ahol nincsen fa, túlnyomóan perjel-és-éget termesztés,[forrás?] lavina, vagy rossz minőségű talaj következtében.
Magyarország erdeiben sok helyen mint idegen tulajdon (belzet) kaszálókat, szántóföldeket alkotnak.
Esőerdőkben mint pl. az Amazonas vagy Kongó esőerdő, a különböző nomád népességek a tisztást az ideiglenes menedékhelyek kiépítéséhez használják.